# 시마나촌
시마나촌(島名村)은 이바라키현 쓰쿠바군에 존재했던 촌이다. 현재의 이바라키현 쓰쿠바시 남서부에 해당한다.

## 역사
- 1889년 4월 1일 - 정촌제 시행에 의해 쓰쿠바군 시마나촌이 성립하였다.
- 1955년 4월 1일 - 쓰쿠바군 야타베정, 오노가와촌, 마세촌과 합병해, 야타베정이 성립하여, 동일 시마나촌은 폐지되었다.
- 1987년 11월 30일 - 야타베정이 도요사토정, 오호정 및 니하리군 사쿠라촌과 합병해 쓰쿠바시가 성립하였다.

## 교통
현재는 수도권 신도시 철도 쓰쿠바 익스프레스의 반파쿠키넨코엔역에 소재한다.

## 참고문헌
- 角川日本地名大辞典 8 茨城県